# Liste der Einträge im National Register of Historic Places im Denton County
Die Liste der Registered Historic Places im Denton County führt alle Bauwerke und historischen Stätten im texanischen Denton County auf, die in das National Register of Historic Places aufgenommen wurden.

## Aktuelle Einträge
| Lfd. Nr. | Name im NRHP                                      | Bild | Datum der Eintragung | Adresse/Lage                                                                     | Ort              | NRHP-ID  | Beschreibung |
| -------- | ------------------------------------------------- | ---- | -------------------- | -------------------------------------------------------------------------------- | ---------------- | -------- | ------------ |
| 1        | A. H. Serren Site                                 |      | 21. Aug. 1982        | Address Restricted                                                               | Denton           | 82004502 |              |
| 2        | Central Roanoke Historic District                 |      | 29. Mai 2008         | 100 & 200 blks. of N. Oak St.                                                    | Roanoke          | 08000476 |              |
| 3        | Cranston Site                                     |      | 21. Aug. 1982        | Address Restricted                                                               | Denton           | 82004499 |              |
| 4        | Denton County Courthouse Square Historic District |      | 28. Dez. 2000        | Area bounded by Pecan, Austin, Walnut, and Cedar Sts.                            | Denton           | 00001582 |              |
| 5        | Denton County Courthouse                          |      | 20. Dez. 1977        | Public Sq.                                                                       | Denton           | 77001438 |              |
| 6        | Gregory Road Bridge at Duck Creek                 |      | 14. Jan. 2004        | Approx. 0.5 mi. W of Lois Rd., near the N Denton County line                     | Sanger           | 03001419 |              |
| 7        | J. C. Lambert Site                                |      | 21. Aug. 1982        | Address Restricted                                                               | Denton           | 82004500 |              |
| 8        | Johnson Farm                                      |      | 17. Nov. 1994        | Johnson Branch Park                                                              | Lake Ray Roberts | 94000449 |              |
| 9        | Jones Farm                                        |      | 7. Dez. 1994         | Johnson Branch Park, Lake Ray Roberts                                            | Sanger           | 94001357 |              |
| 10       | Old Alton Bridge                                  |      | 8. Juli 1988         | Copper Canyon Rd.                                                                | Copper Canyon    | 88000979 |              |
| 11       | Old Continental State Bank                        |      | 22. Juli 1986        | 312 Oak St.                                                                      | Roanoke          | 86001939 |              |
| 12       | Pilot Point Commercial Historic District          |      | 30. Aug. 2007        | Portions of eight blks in downtown Pilot Point centered around the public square | Pilot Point      | 07000893 |              |
| 13       | Rector Road Bridge at Clear Creek                 |      | 14. Jan. 2004        | Approx. 2.5 mi. SE of Sanger                                                     | Sanger           | 03001418 |              |
| 14       | Roark-Griffith Site                               |      | 21. Aug. 1982        | Address Restricted                                                               | Denton           | 82004501 |              |
| 15       | Wilson-Donaldson Site                             |      | 21. Aug. 1982        | Address Restricted                                                               | Denton           | 82004503 |              |